# Helotiaceae
Helotiaceae Rehm, 1886 è una famiglia di funghi dell'ordine Helotiales.
Sebbene le specie di questa famiglia siano ampiamente distribuite, esse si trovano tipicamente nelle aree tropicali.

## Tassonomia
Di seguito si riportano i 90 generi assegnati a questa famiglia (secondo Kirk & al. (2008), compongono questa famiglia 117 generi e 826 specie).
Un punto interrogativo posto davanti al nome del genere indica che, secondo la Outline of Ascomycota - 2007 (classificazione degli Ascomycota del 2007), l'assegnazione di quel genere a questa famiglia non è certo.
- Allophylaria (P. Karst.) P. Karst.
- Ameghiniella Speg.
- Aquadiscula Shearer & J.L. Crane
- Ascocalyx Naumov
- Ascoclavulina Otani
- Ascocoryne J.W. Groves & D.E.Wilson
- Ascotremella Seaver
- Austrocenangium Gamundí
- ?Banksiamyces G. Beaton
- Belonioscyphella Höhn.
- Bioscypha Syd.
- Bisporella Sacc.
- Bryoscyphus Spooner
- Bulgariella P. Karst.
- Bulgariopsis P. Henn.
- ?Calloriopsis Syd. & P. Syd.
- Capillipes R. Sant.
- Carneopezizella Svrcek
- Cenangiopsis Rehm (non Velen.)
- Cenangium Fr.
- Cenangiumella J. Fröhl. & K.D.Hyde
- Chlorociboria Seaver ex Ramamurthi, Korf & L.R. Batra
- Chloroscypha Seaver
- Claussenomyces Kirschst.
- Cordierites Mont.
- Crocicreas Fr.
- Crumenella P. Karst.
- Crumenulopsis J.W. Groves
- Cudoniella Sacc.
- Dencoeliopsis Korf
- Dictyonia Syd.
- Discinella Boud. (non P. Karst.)
- Encoeliopsis Nannf.
- Episclerotium L.M. Kohn & Nagas.
- Erikssonopsis M. Morelet
- Eubelonis Höhn. n. illeg. (non Clem.)
- Gelatinodiscus Kanouse & A.H. Sm.
- ?Gelatinopsis Rambold & Triebel
- Gloeopeziza Zukal
- Godronia Moug. & Lév.
- Godroniopsis Diehl & E.K. Cash
- Gorgoniceps P. Karst.
- Grahamiella Spooner
- Gremmeniella M. Morelet
- Grimmicola Döbbeler & Hertel
- Grovesia Dennis
- Grovesiella M. Morelet
- Heterosphaeria Grev.
- Holmiodiscus Svrcek
- Hymenoscyphus Gray
- Jacobsonia Boedijn
- Metapezizella Petr.
- Micraspis Darker
- ?Micropodia Boud.
- Mniaecia Boud.
- Mollisinopsis Arendh. & R. Sharma
- Mytilodiscus Kropp & S.E. Carp.
- Neocudoniella S. Imai
- Nipterella Starb. ex Dennis
- Ombrophila Fr.
- ?Pachydisca Boud.
- Parencoelia Petr.
- Parorbiliopsis Spooner & Dennis
- Patinellaria H. Karst.
- Pestalopezia Seaver
- Phaeangellina Dennis
- Phaeofabraea Rehm
- Phaeohelotium Kanouse
- ?Physmatomyces Rehm
- Pocillum De Not.
- Poculopsis Kirschst.
- Polydiscidium Wakef.
- Pragmopora A. Massal.
- Pseudohelotium Fuckel
- Pseudopezicula Korf
- Rhizocalyx Petr.
- Sageria A. Funk
- Septopezizella Svrcek
- Skyathea Spooner & Dennis
- Stamnaria Fuckel
- Strossmayeria Schulzer
- Symphyosirinia E.A. Ellis
- Tatraea Svrcek
- Thindiomyces Arendh. & R. Sharma
- Tympanis Fr.
- Unguiculariopsis Rehm
- Velutarina Korf ex Korf
- Weinmannioscyphus Svrcek
- Xeromedulla Korf & W.Y. Zhuang
- Xylogramma Wallr.